# Audrey Flack

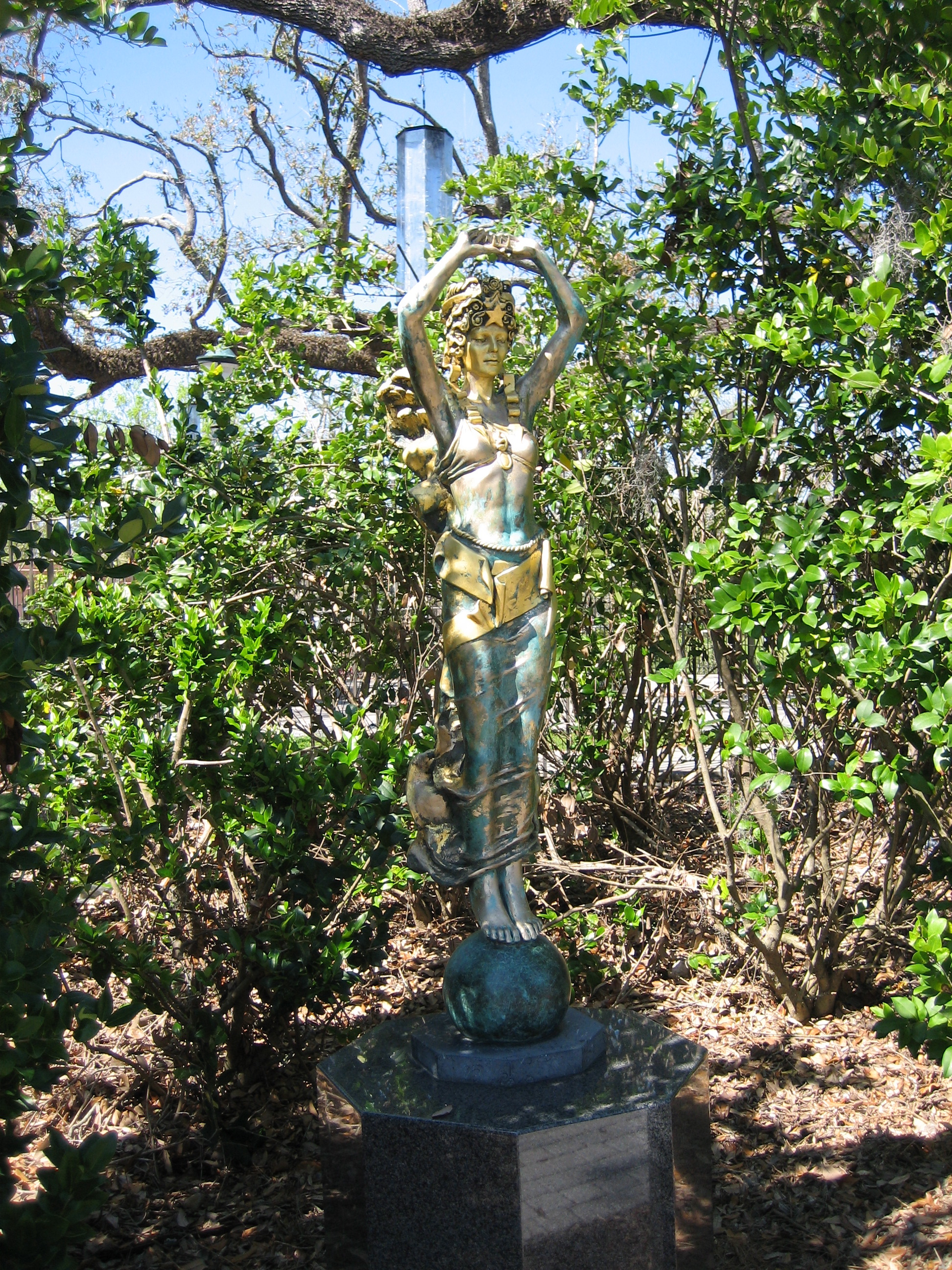
Skulptur Civitas von Audrey Flack im New Orleans Museum of Art Sculpture Garden im City Park

Audrey Lenora Flack (* 30. Mai 1931 in New York City; † 28. Juni 2024 in Southampton, New York) war eine US-amerikanische Malerin und Bildhauerin des Photorealismus. Sie gilt, mit Vija Celmins, als bedeutendstes weibliches Mitglied dieser Strömung und als eine der wichtigsten bildenden Künstlerinnen ihres Landes.

## Leben
Flack erhielt ihre künstlerische Ausbildung in ihrer Heimatstadt (1948–1953) und schloss sich sehr früh der photorealistischen Bewegung an, die als Reaktion auf die zunehmend hermetisch werdende Abstrakte Kunst eines Jackson Pollock, Barnett Newman oder Mark Rothko entstand. Flacks Bilder zeichnen sich durch ihre Liebe zum Detail und ihren Farbreichtum aus, der oft in betont „weiblichen“ Tönen gehalten wird (rosa, hellblau …), die wiederum die gewollt kitschige Kunst Jeff Koons’ beeinflusst haben. Dieser Hang zum Dekorativen steht jedoch am Ende einer Entwicklung, die in den 1970er Jahren auch das noch das satirische Element beinhaltete. Eines ihrer bekanntesten Werke ist „Marilyn (Vanitas)“ von 1977.
Audrey Flack Arbeiten befinden u. a. in Sammlungen des Metropolitan Museum of Art, des Museum of Modern Art, des Solomon R. Guggenheim Museum und des Whitney Museum of American Art.
Sie starb am 28. Juni 2024 im Alter von 93 Jahren in Southampton.

## Bibliographie (Auswahl)
- Audrey Flack on Painting, Harry N. Abrams, 1981
- Art and Soul, Plume, 1986
- Daily Muse,Harry N. Abrams, 1989
- Breaking the Rules: Audrey Flack, a Retrospective, 1950-1990, Harry N. Abrams, 1992
- Audrey Flack: Sketchbook, 1985-1989, National Museum of Women in the Arts, 1992
- With Darkness Came Stars: A Memoir. Pennsylvania State University Press, University Park 2024.